# 櫛形山 (山梨県)
櫛形山（くしがたやま）は、山梨県の赤石山脈(通称：南アルプス)の「前衛峰」にあたる山。標高2,052m。日本二百名山のひとつに選定されている。山域の大部分が山梨県県有林。

## 概要
甲府盆地の西南側、富士川の西側に位置する。南北に長く丸い頂稜部をもつ山容は和櫛の形に似ており、山名もそれに由来するものと考えられる。富士川から2,000mの頂上まで伸びあがる山容は大きく、甲府盆地からは容易にその姿が望まれる。
植生は中腹までの天然林にクリ、イヌブナ、カエデ、ツガ、クロベ、カツラなど多様な樹種が、稜線ではコメツガ、シラビソ、カラマツなどが見られる。
また、鹿よけネット柵の設置により４月から９月にかけて100種以上の花々が蘇り登山客を楽しませている。
頂稜には、北から唐松岳(1,856.4m)、裸山(2,002.8m)、奥仙重(2,051.7m)などの峰が3-4kmにもわたって連なっており、比較的平坦な地形が広がっている。国土地理院の地形図で確認できる最高点は頂稜の南端に近い奥仙重だが、その北500mほどにあるピーク(地形図では2,050m以上2,060m未満）が一般に最高点とされており、そこに櫛形山の最高点を示す標柱(2053.5mと記されている)が立っている。また、池ノ茶屋林道終点にある登山案内図には、櫛形山山頂の標高が2053mと記されている。
裸山の北にはアヤメ平という湿地があり、櫛形山はこのアヤメ平を中心に群生するアヤメの山として知られてきた。しかし、近年ではシカの食害のため、アヤメの数はかつてに比べて減ったといわれる。しかし、櫛形山を愛する会の保護活動によりアヤメの他、様々な植物が蘇っている。

## 登山ルート
東側の富士川町から、北尾根、中尾根、南尾根の登山道がつけられている。いずれも麓の集落から2時間半ほどで頂稜部に達する。
近年では、池ノ茶屋林道を利用して、車で山頂の南西側、標高1,860m地点の駐車場まで上がってから登る登山者が多い。

## ギャラリー

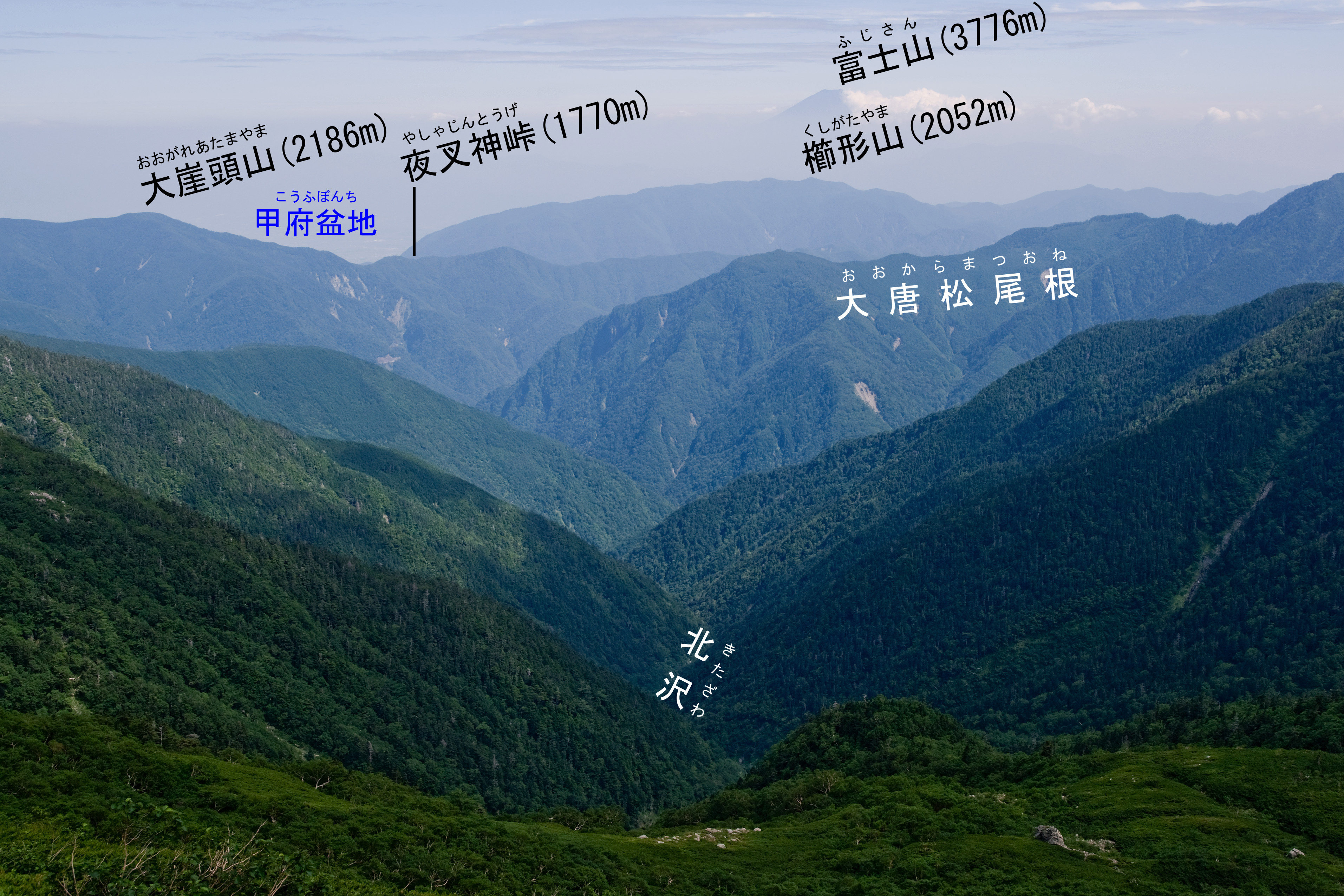
北岳山荘付近より望む櫛形山(奥)と富士山
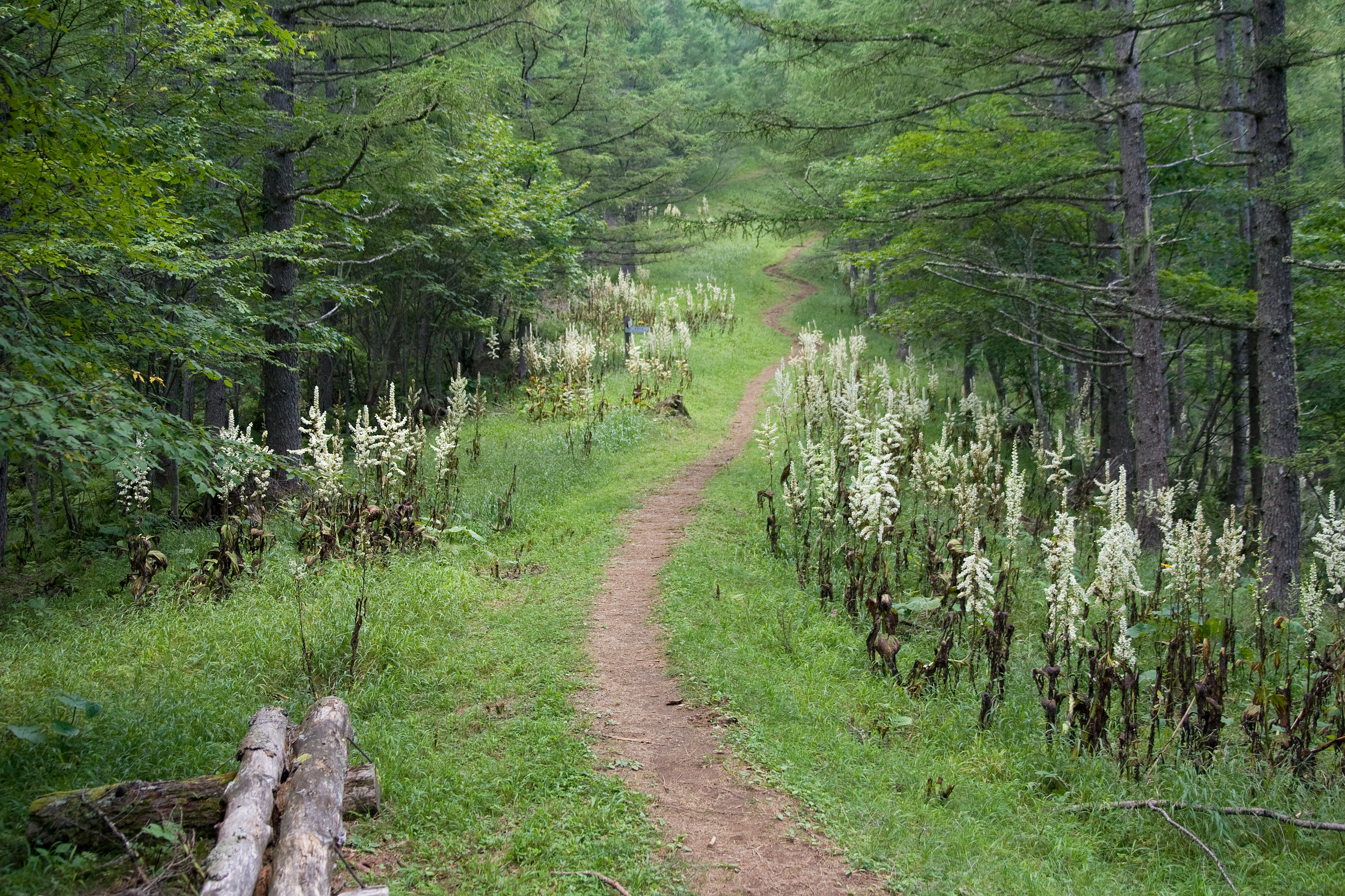
池ノ茶屋林道終点付近の登山道
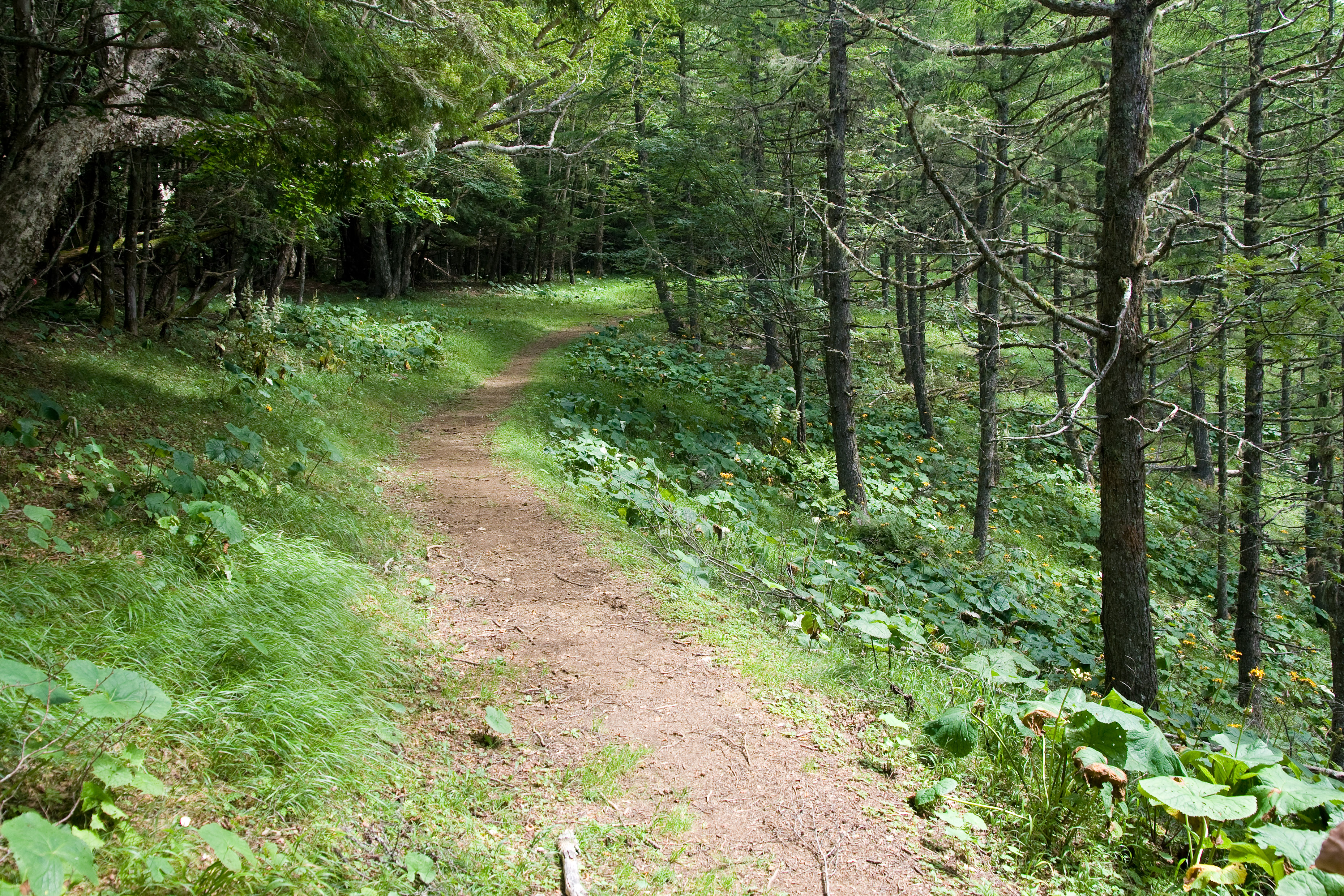
奥仙重付近の登山道
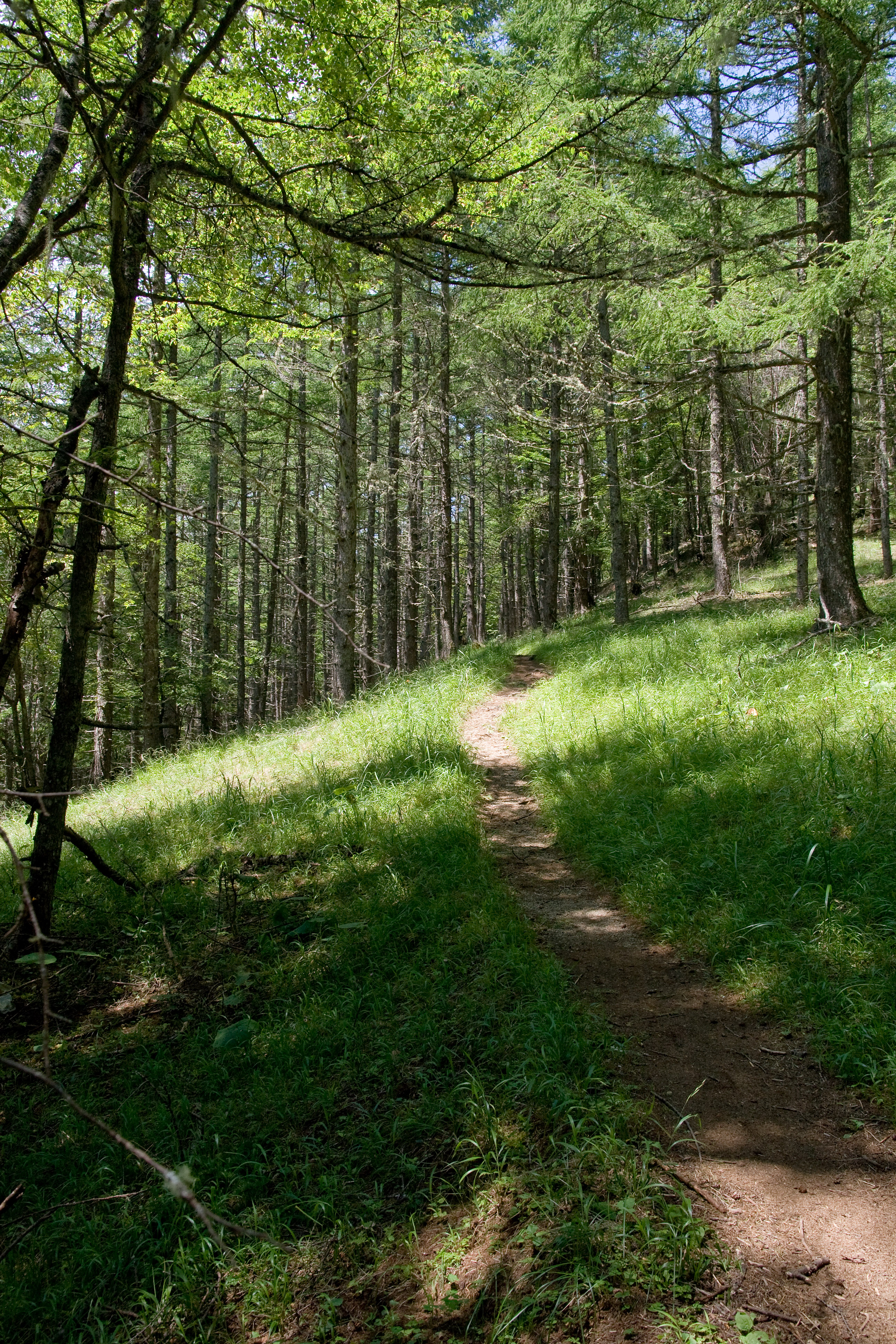
裸山付近の登山道